# دانييلا سانتانشي
دانييلا غارنيرو سانتانشي (بالإيطالية: Daniela Garnero Santanché)‏ وهي سيدة أعمال و سياسية يمينية إيطالية ولدت في يوم 7 أبريل 1961 في كونيو في إيطاليا وهي سياسية في حزب فورزا إيطاليا وسبق أن كانت سياسية في التحالف الوطني وحزب اليمين الإيطالي وشعب الحرية وقد كانت ضمن الكابينة الوزارية في حكومة سيلفيو برلوسكوني من 2010 إلى 2011، عرفت سانتانشي بانتقاداتها للدين الإسلامي لدرجة أن المحكمة الإيطالية سجنتها ل4 أيام بسبب انتقادها لبس النقاب عند المسلمين.